# Shilton Paul
Shilton Paul (Habra, 10 giugno 1988) è un calciatore indiano, portiere del Churchill Brothers.

## Palmarès

### Club

#### Competizioni nazionali
- Indian Super League: 1

Atlético de Kolkata: 2016
- I-League: 1

Mohun Bagan:2019-2020